# Eleição presidencial no Brasil em 1898
A eleição presidencial do Brasil de 1898 foi a terceira eleição presidencial e a segunda eleição direta do país. Foi realizada no dia 1º de março de 1898, tendo, oficialmente, dois candidatos inscritos para o cargo de presidente e dois para o de vice-presidente. Houve eleições para os vinte estados da época e o Distrito Federal.

## Contexto Histórico
Os quatro anos de governo de Prudente de Morais foram agitados, tanto por problemas político-partidários (a perda do apoio do Partido Republicano Federal) como pela oposição dos setores florianistas e pela continuação, no Rio Grande do Sul, da Revolta Federalista (1893-1895).
Prudente de Morais dedicou todos os seus esforços à pacificação das facções, que tinham em seus extremos os defensores do governo republicano forte de Floriano e os partidários da monarquia. Durante seu governo, abandonou uma a uma as medidas inovadoras de Floriano Peixoto. Essa cautela de Prudente foi necessária, já que os florianistas ainda tinham uma certa força, principalmente no Exército. Além disso, o vice-presidente Manuel Vitorino estava ligado às ideias de Floriano. Prudente de Morais imprimiu uma direção ao governo que atendeu mais aos cafeicultores e afastou os militares da política.
As dificuldades econômico-financeiras, herdadas da crise do encilhamento, acentuaram-se em sua administração, sobretudo devido aos gastos militares, aumentando as dívidas com os credores estrangeiros. Com a assessoria de seus ministros da Fazenda, Rodrigues Alves e Bernardino de Campos, negociou com os banqueiros ingleses a consolidação da dívida externa, operação financeira que ficou conhecida como funding loan, base da política executada por Joaquim Murtinho nos quatro anos seguintes.
Enfrentou, ainda, a revolta da Escola Militar. Fez então valer a sua autoridade: fechou a escola e o Clube Militar. Mas pouco tempo depois enfrentaria um movimento rebelde ainda maior: a Guerra de Canudos, no sertão baiano. Os confrontos ocorreram entre 1896 e 1897, com a destruição da comunidade e a morte da maior parte dos 25 000 habitantes de Canudos.
Prudente de Morais desfrutava de grande popularidade ao fim do mandato, em 15 de novembro de 1898, quando passou o cargo de Presidente da República a seu sucessor: Campos Sales.

## Processo eleitoral da República Velha (1889-1930)
De acordo com a Constituição de 1891 que vigorou durante toda a República Velha (1889-1930), o direito ao voto foi determinado a todos os homens com mais de 21 anos que não fossem analfabetos, religiosos e militares. Mesmo tendo o direito de voto estendido a mais pessoas, pouca parcela da população participava das eleições. A Constituição de 1891 também declarou que todas as eleições presidenciais seriam realizadas em 1º de março. A eleição para presidente e vice eram realizadas individualmente.
Durante a República Velha, o Partido Republicano Paulista (PRP) e o Partido Republicano Mineiro (PRM) fizeram alianças para fazer prevalecer seus interesses e se revezarem na Presidência da República, assim, esses partidos na maioria das vezes estiveram a frente do governo, até que essas alianças se quebrassem em 1930. Essas alianças são chamadas de política do café com leite.
Nessa época, o voto não era secreto, e existia grande influência dos coronéis - pessoas que detinham o Poder Executivo municipal, e principalmente o poder militar da região. Os coronéis praticavam a fraude eleitoral e obrigavam as pessoas a votarem em determinado candidato. Com isso, é impossível determinar exatamente os resultados corretos.

## Candidaturas
Oficialmente, se candidataram para a presidência da república brasileira dois candidatos, apesar de que cem (100) nomes foram sufragados. O paulista Manuel Ferraz de Campos Sales se candidatou com o apoio pelo então presidente brasileiro, Prudente de Moraes, e foi ex-Presidente do Estado de São Paulo. Campos Sales era ex-membro do Partido Liberal do período monarquíco e um republicano histórico, sendo membro do Partido Republicano Paulista desde 1873. O principal candidato da oposição era o positivista Lauro Sodré, candidato mais apoiado pelos florianistas e pelos positivistas, já tendo atuado como governador do Pará de 1891 a 1896.
Também receberam votos Conde d'Eu, marido da Princesa Isabel, o Visconde de Ouro Preto, o último chefe de governo do período monarquíco e o Barão de Rothschild, um banqueiro. Esses votos eram uma forma de protesto contra a república, devidos aos candidatos serem personagens da já extinta monarquia brasileira.
Foram sufragados cento e sesenta e nove (169) nomes para vice-presidente, com destaque para Francisco de Assis Rosa e Silva e Fernando Lobo Leite Pereira.

## Resultados
Em 1898, com aproximadamente dezesseis milhões e quinhentas mil (16.500.000) pessoas, sendo um milhão e cento e sessenta e oito mil eleitores (1.168.000), apenas quatroscentos e setenta mil (470.000) compareceram à votação, representando 2,85% da população. Os resultados foram divulgados em 29 de junho.
| Eleição para presidente do Brasil em 1898 | Eleição para presidente do Brasil em 1898 | Eleição para presidente do Brasil em 1898 | Eleição para vice-presidente do Brasil em 1898 | Eleição para vice-presidente do Brasil em 1898 | Eleição para vice-presidente do Brasil em 1898 |
| Candidato                                 | Votos                                     | Porcentagem                               | Candidato                                      | Votos                                          | Porcentagem                                    |
| ----------------------------------------- | ----------------------------------------- | ----------------------------------------- | ---------------------------------------------- | ---------------------------------------------- | ---------------------------------------------- |
| Campos Sales                              | 420.286                                   | 91,52%                                    | Francisco de Assis Rosa e Silva                | 412.074                                        | 89,45%                                         |
| Lauro Sodré                               | 38.929                                    | 8,48%                                     | Fernando Lobo Leite Pereira                    | 40.629                                         | 8,81%                                          |
| Júlio de Castilhos                        | 621                                       | 0,13%                                     | Luiz Viana                                     | 1.859                                          | 0,40%                                          |
| Dionísio E. C. Cerqueira                  | 454                                       | 0,09%                                     | Quintino Bocaiúva                              | 1.843                                          | 0,40%                                          |
| Outros                                    | 1.661                                     | 0,35%                                     | Outros                                         | 4.263                                          | 0,92%                                          |
| Votos nominais                            | Votos nominais                            | 462.188                                   | Votos nominais                                 | Votos nominais                                 | 460.668                                        |
| Votos brancos/nulos                       | Votos brancos/nulos                       | 7.812                                     | Votos brancos/nulos                            | Votos brancos/nulos                            | 9.332                                          |
| Total                                     | Total                                     | 470.000                                   | Total                                          | Total                                          | 470.000                                        |
| Fonte:                                    |                                           |                                           |                                                |                                                |                                                |

Nota geral: os valores são incertos (ver processo eleitoral).